# Homaloptera ocellata
Homaloptera ocellata és una espècie de peix de la família dels balitòrids i de l'ordre dels cipriniformes.

## Morfologia
Els mascles poden assolir els 14,5 cm de longitud total.

## Distribució geogràfica
Es troba a Indonèsia (Sumatra i Java).